# St. Georg (Bichl)

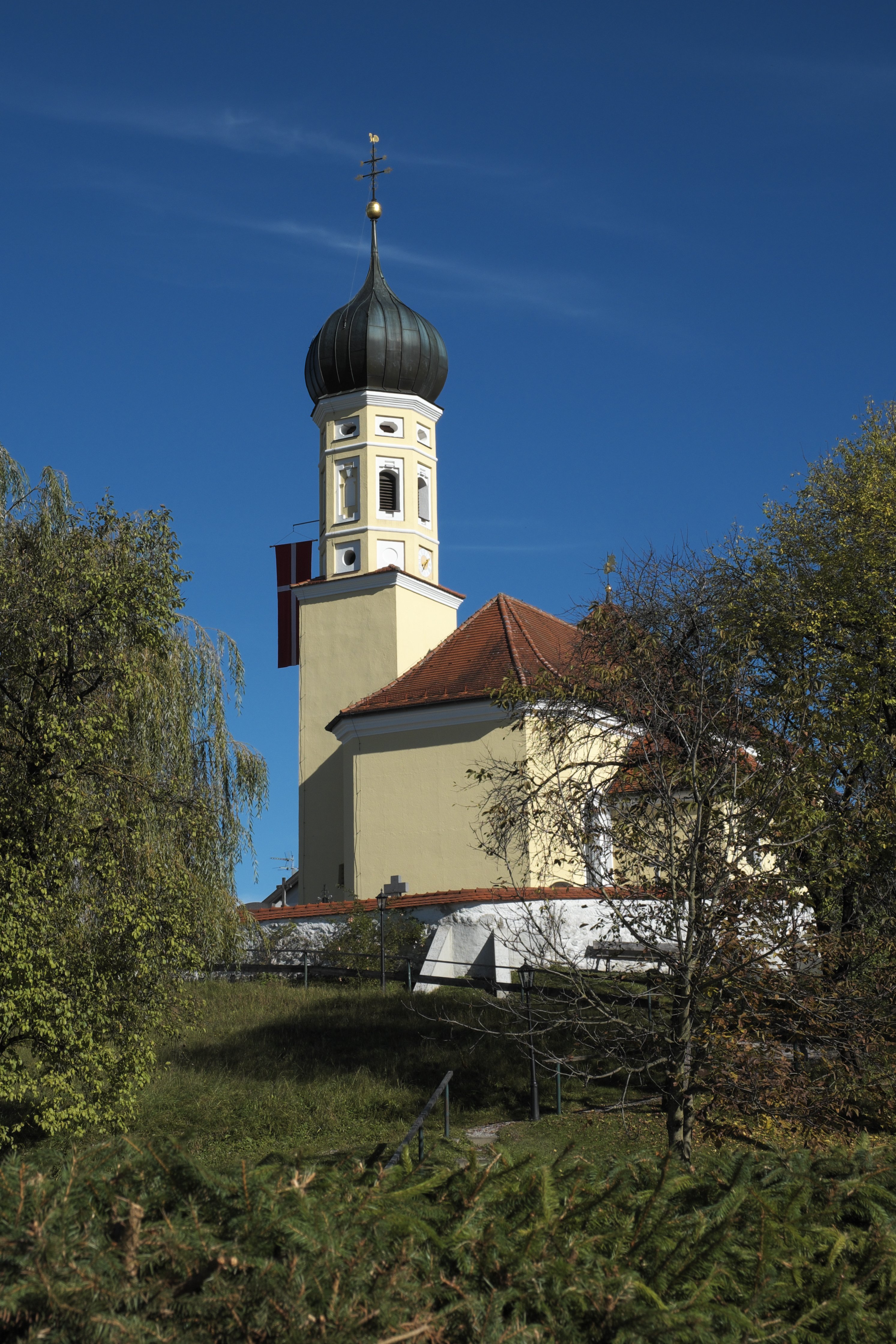
Kirche St. Georg

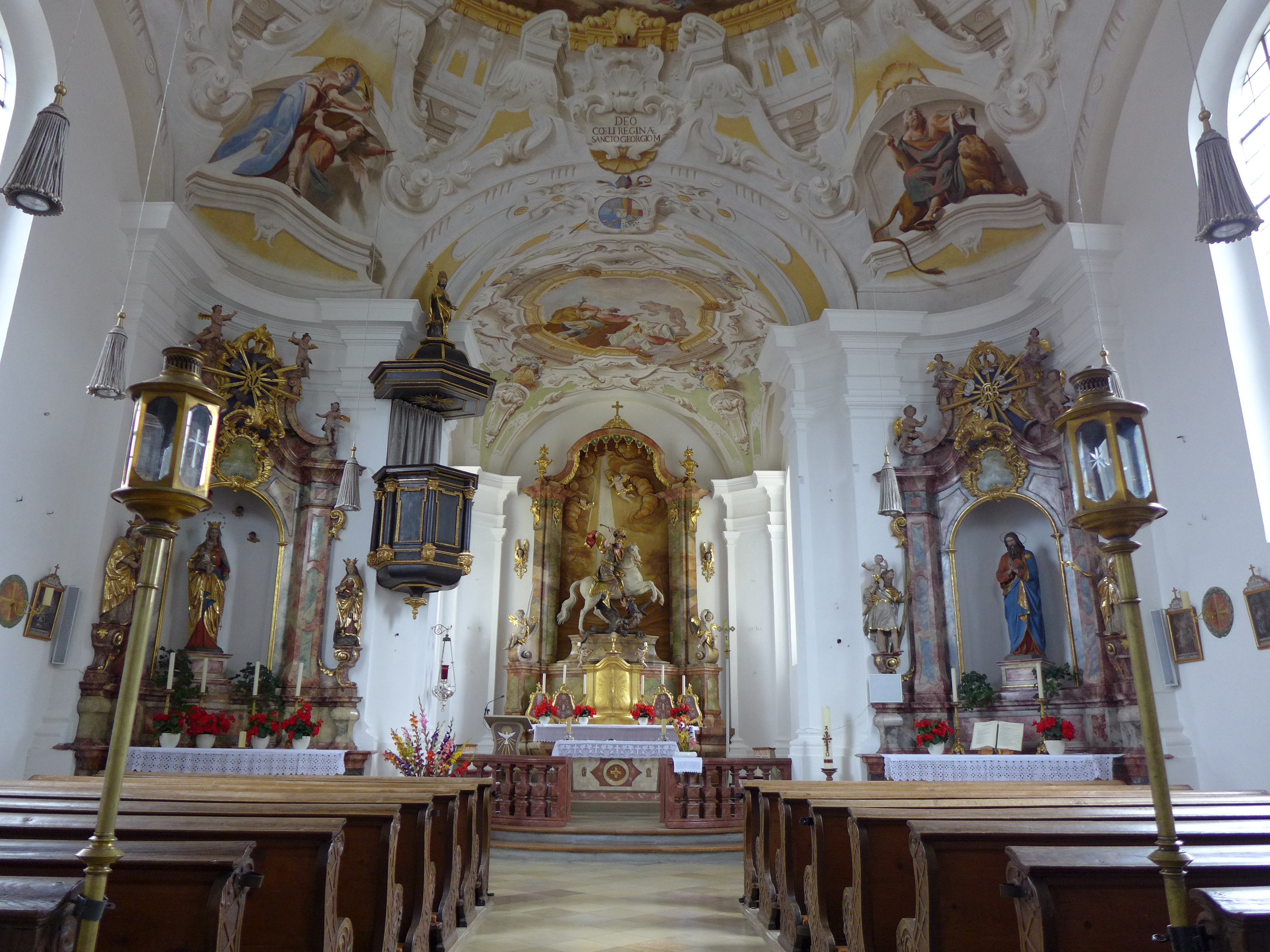
Kircheninneres mit Blick zum Altarraum

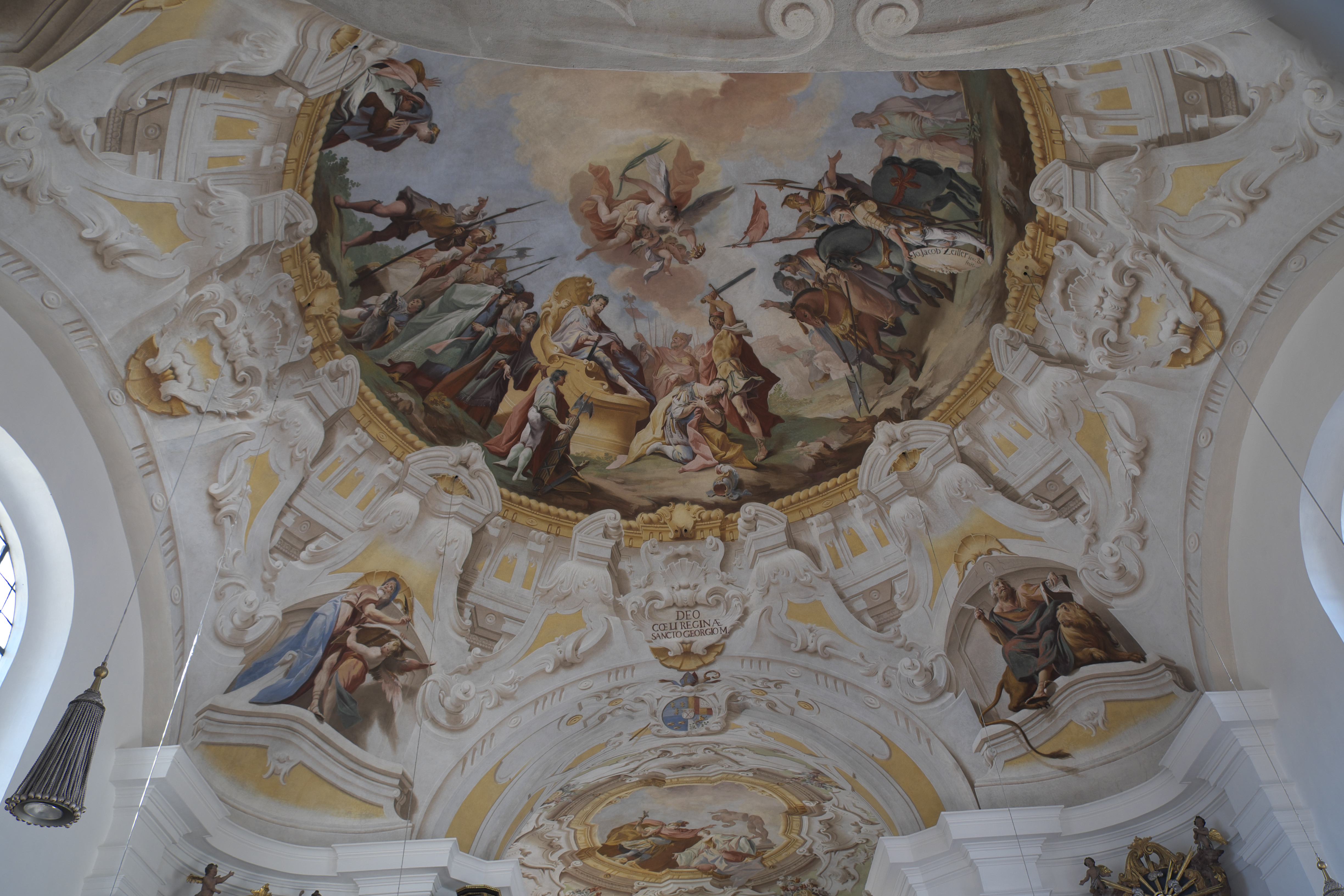
Deckenfresko

Die katholische Kuratiekirche St. Georg in Bichl, einer Gemeinde im oberbayerischen Landkreis Bad Tölz-Wolfratshausen, wurde 1751/52 an der Stelle verschiedener Vorgängerkirchen im Stil des Spätbarock errichtet. Baumeister war Johann Michael Fischer. Mit ihren Deckenfresken und Stuckmalereien zählt St. Georg zu den schönsten Dorfkirchen des Pfaffenwinkels.

## Geschichte
Die Georgskirche gehörte seit dessen Gründung im 8. Jahrhundert zum Kloster Benediktbeuern. Erstmals wird die Kirche in einer Schenkungsurkunde aus dem Jahr 1147 erwähnt. Ende des 15. Jahrhunderts erfolgte vermutlich ein Um- oder Neubau der Kirche im Stil der Gotik. Im Jahr 1672 schuf Kaspar Feichtmayr einen neuen Glockenturm, der bis heute erhalten ist. Da die alte Kirche baufällig geworden war, ließ Abt Leonhard Hohenauer in der Mitte des 18. Jahrhunderts unter der Leitung von Johann Michael Fischer eine neue Kirche errichten. Die alte Kirche wurde 1751 bis auf den Turm abgetragen, nach zwei Jahren war der Neubau fertiggestellt. Die Weihe durch den Augsburger Weihbischof Franz Xaver Adelmann von Adelmannsfelden fand allerdings erst im Jahr 1758 statt.
Eine umfassende Innenrenovierung erfolgte 2015/16.

## Architektur

### Außenbau
Die Eingangsfassade im Osten wird von zwei Doppelpilastern und dem darüberliegenden gesprengten Dreiecksgiebel gegliedert. Im nördlichen Chorwinkel erhebt sich über einem hohen quadratischen Unterbau der oktogonale Glockenturm, der von einer Zwiebelhaube bekrönt wird. Die Kirche wird von einem Walmdach gedeckt, der erhöhte und verbreiterte Mittelteil trägt ein Zeltdach.

### Innenraum
Im Inneren folgen drei Räume aufeinander. An den rechteckigen Vorraum schließt sich der quadratische Hauptraum an, dessen Ecken ausgerundet sind. Im Westen folgt der Chor, ebenfalls mit quadratischem Grundriss, jedoch abgeschrägten Ecken. Chor und Hauptraum werden von Flachkuppeln gedeckt, die auf toskanischen Wandpilastern und verkröpftem Gebälk aufliegen. Die Empore besitzt ein Kreuzgratgewölbe.

## Stuckmalerei
Der Stuckdekor ist nicht plastisch gestaltet, sondern – vermutlich aus Sparsamkeitsgründen – gemalt. Diese illusionistische Malerei gilt in ihrer außergewöhnlichen Qualität als Besonderheit.

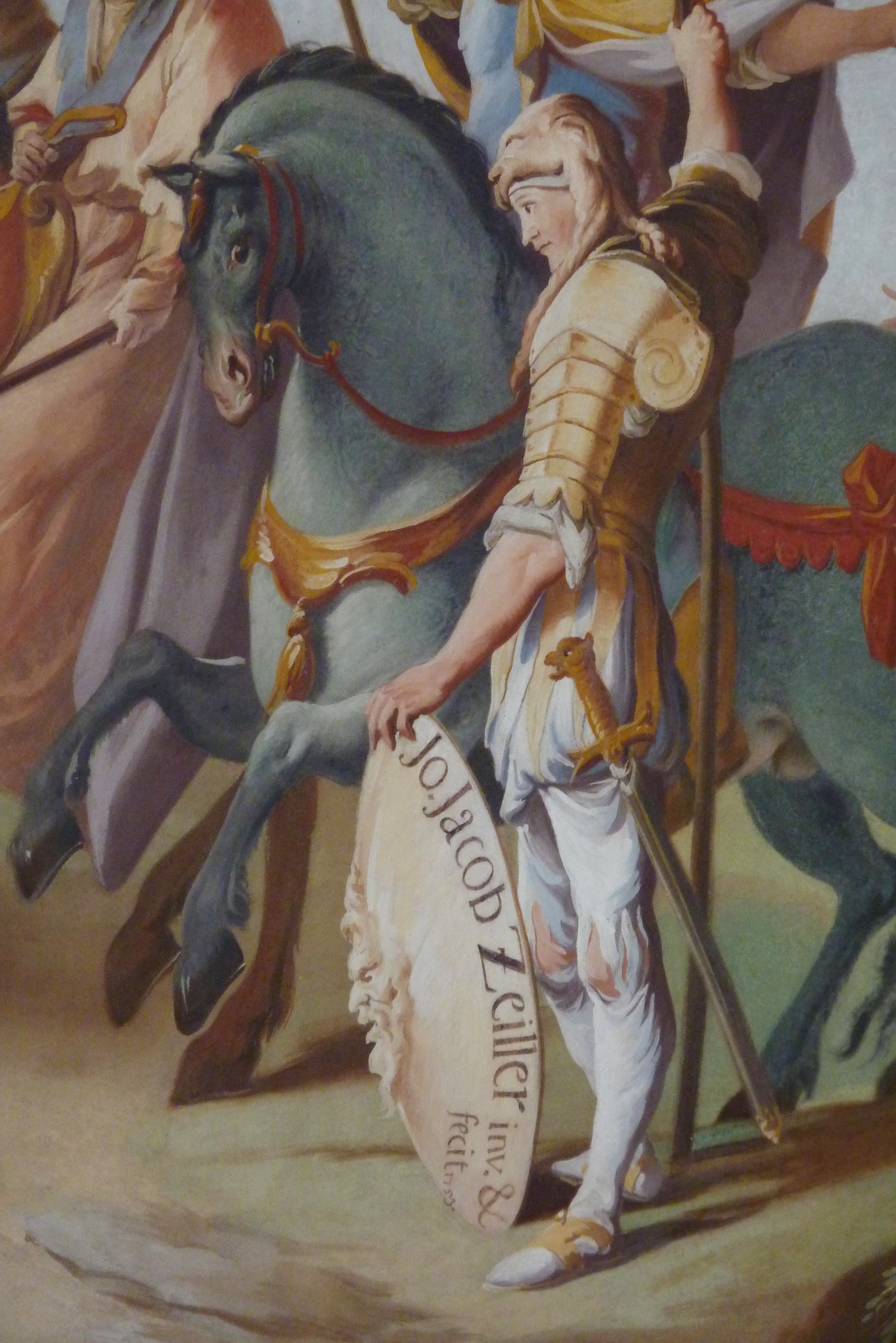
Signatur von Johann Jakob Zeiller

## Deckenfresken
Die Deckenfresken wurden von Johann Jakob Zeiller ausgeführt. Das Fresko im Hauptraum stellt das Martyrium des heiligen Georg, des Schutzpatrons der Kirche, dar. Es trägt die Signatur: „Jo. Jacob Zeiller inv. et fecit 1753“ (Johann Jakob Zeiller entwarf es und führte es 1753 aus). Auf den Malereien in den Zwickeln sind die vier Evangelisten Markus, Matthäus, Lukas und Johannes mit ihren Symbolen dem Löwen, dem Menschen, dem Stier und dem Adler dargestellt.
Bereits im Jahr 1752 schuf Johann Jakob Zeiller die Deckenfresken im Vorraum. Im Obergeschoss sieht man über der Orgel den biblischen König David, der auf der Harfe spielt, und im Erdgeschoss die Allegorie der Ecclesia, die die Papstkrone auf dem Haupt trägt. Ihr rechter Arm umschlingt das Kreuz und mit der linken Hand präsentiert sie einen Kelch, über dem eine Hostie schwebt. Ein Engel hält die Gesetzestafeln in den Händen.

Im Jahr 1752 arbeitete Johann Jakob Zeiller ebenfalls am Chorfresko, das der Bekehrung der Alexandra (wahrscheinlich ist Prisca, die Gemahlin des römischen Kaisers Diokletian, gemeint) gewidmet ist. Durch das Beispiel des heiligen Georg wendet sie sich von den heidnischen Göttern ab und nimmt den christlichen Glauben an. Neben ihr stürzt eine Götzenstatue zu Boden.

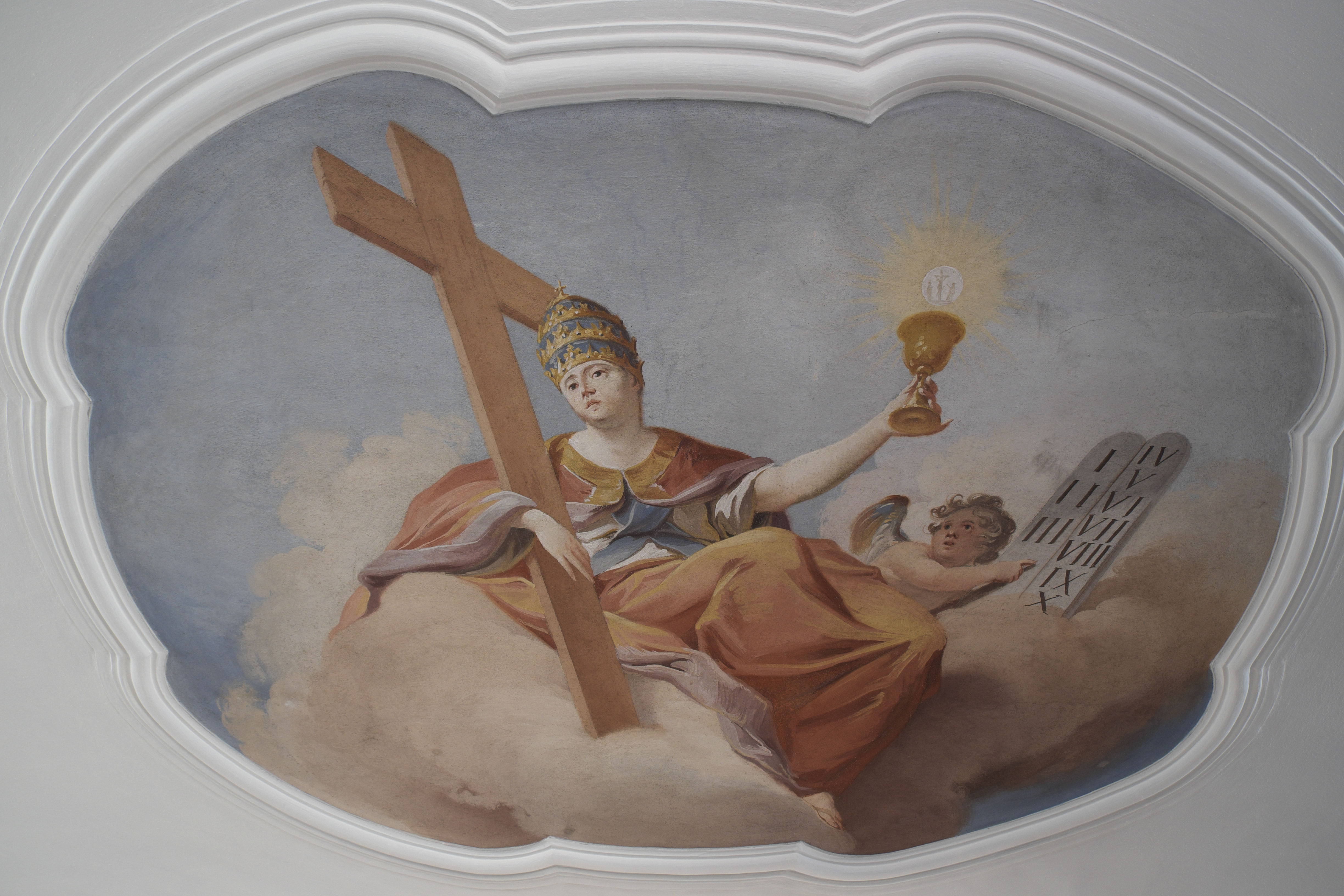
„Triumphierende Kirche“ unter der Empore
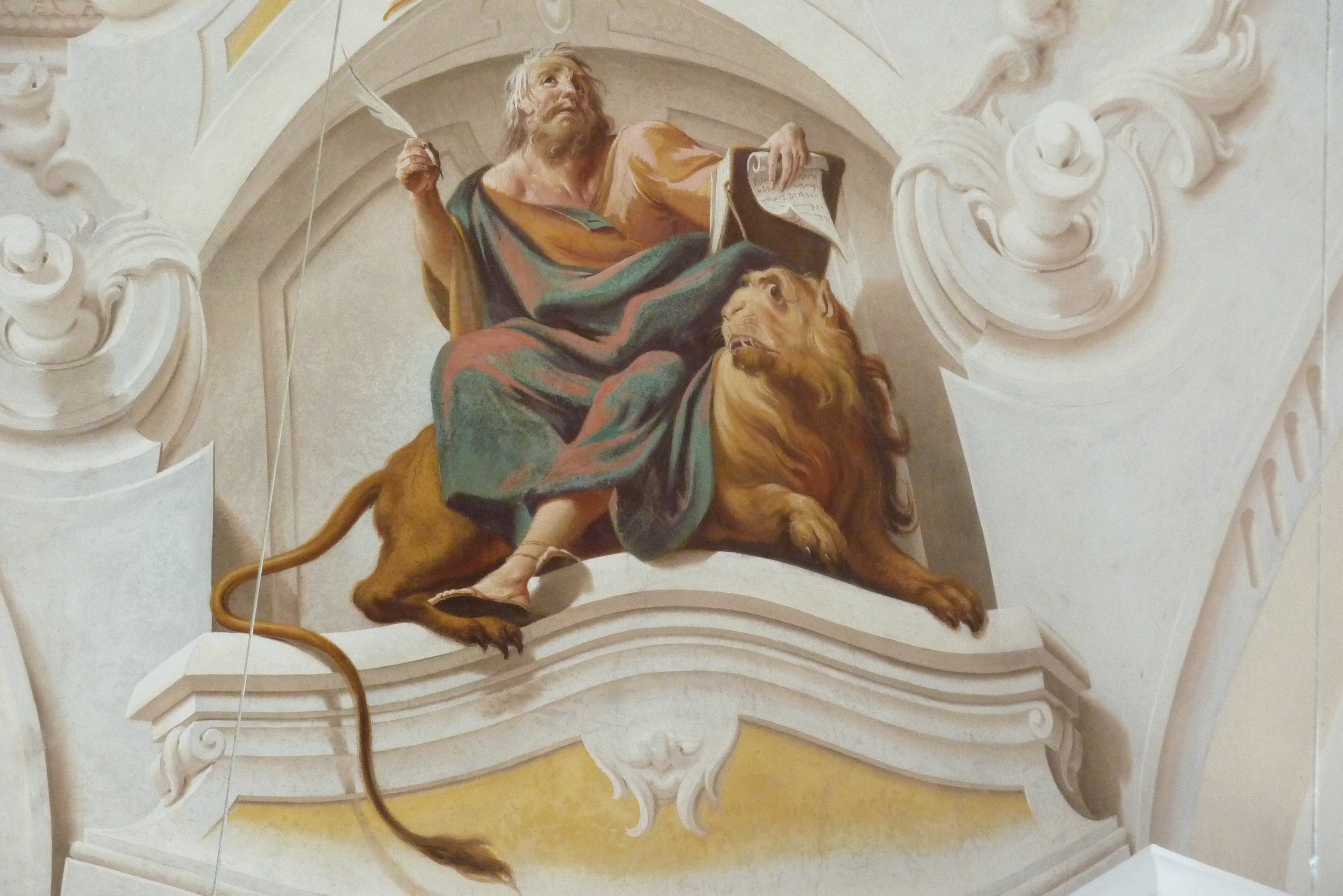
Evangelist Markus
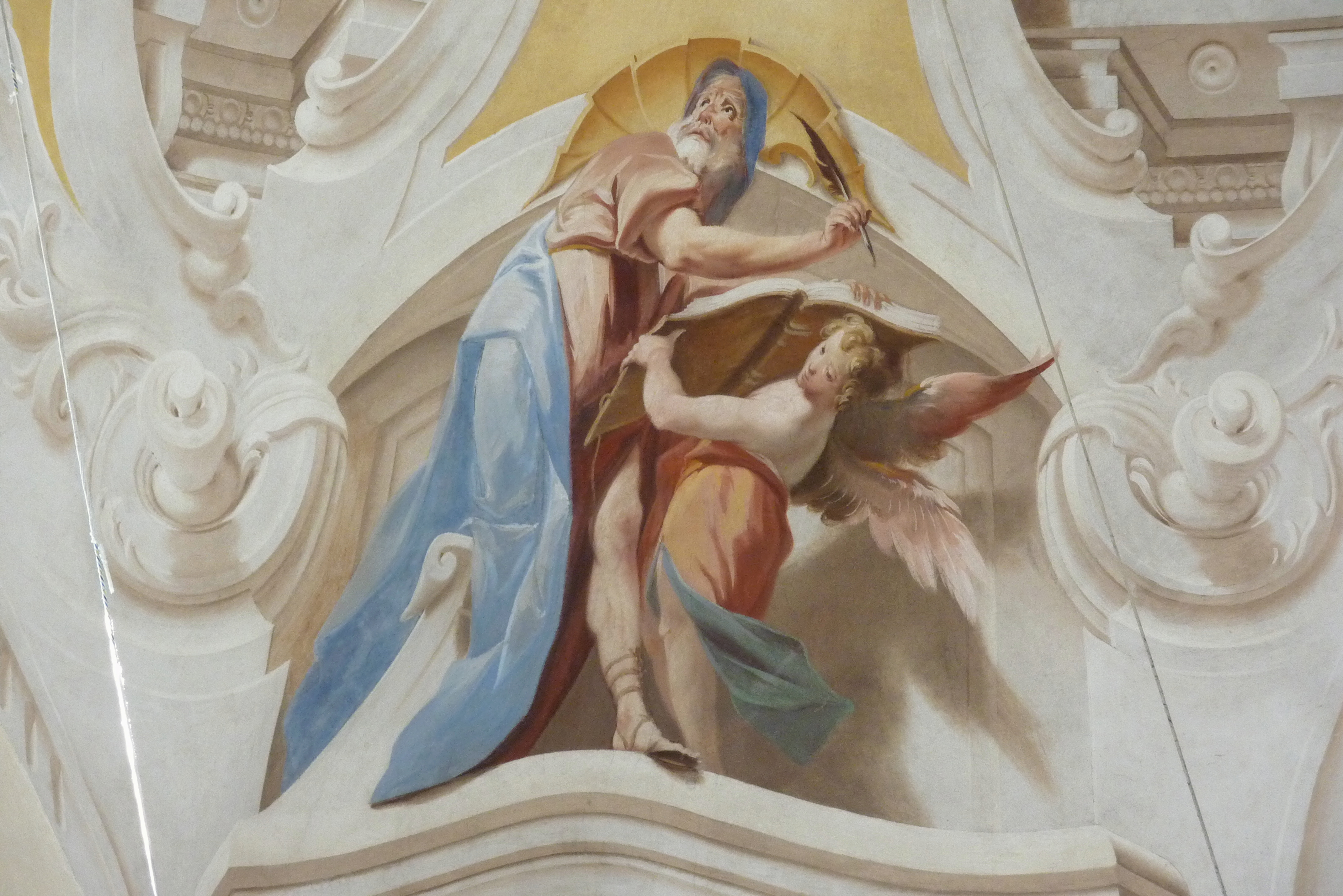
Evangelist Matthäus
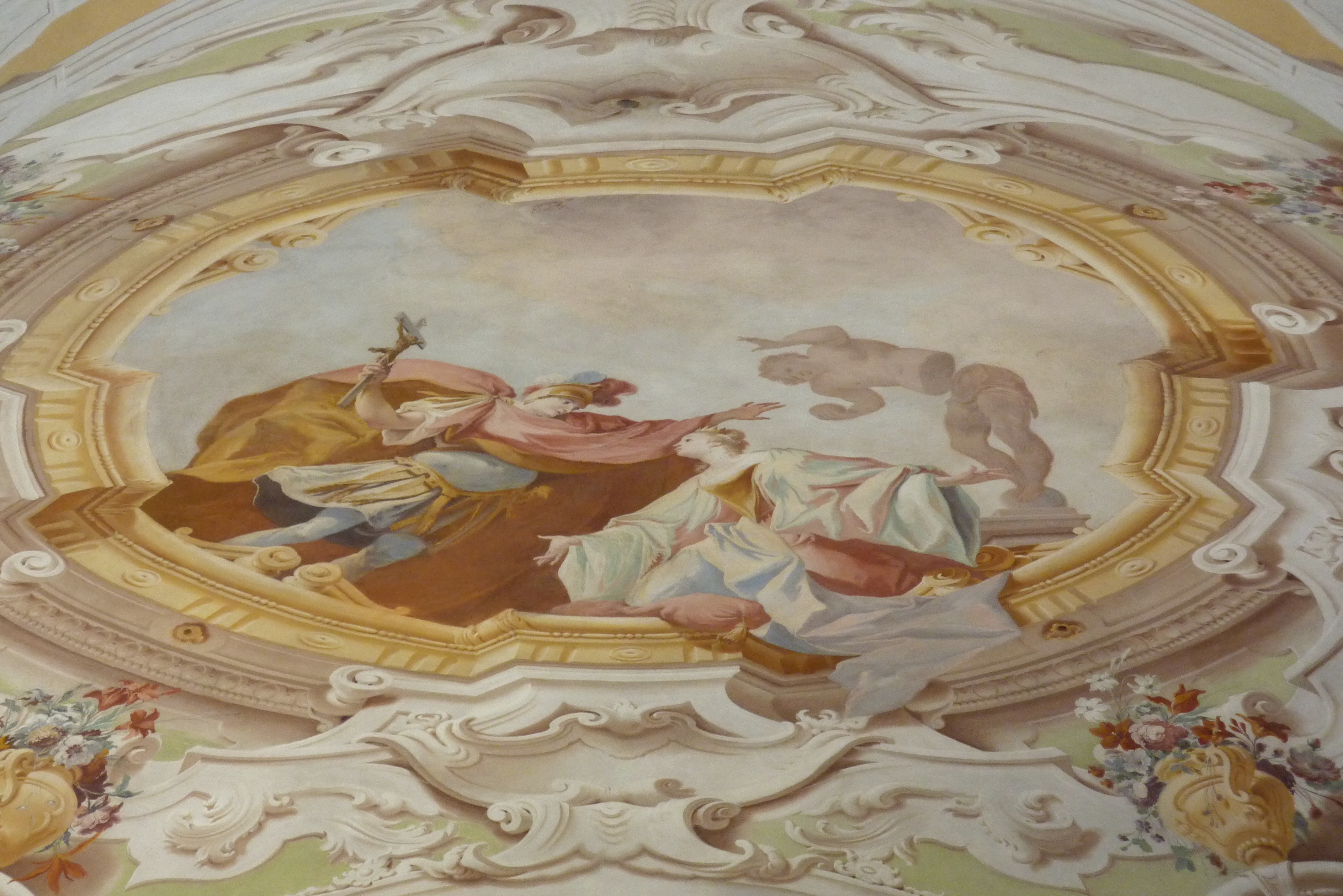
Bekehrung der Alexandra

## Ausstattung

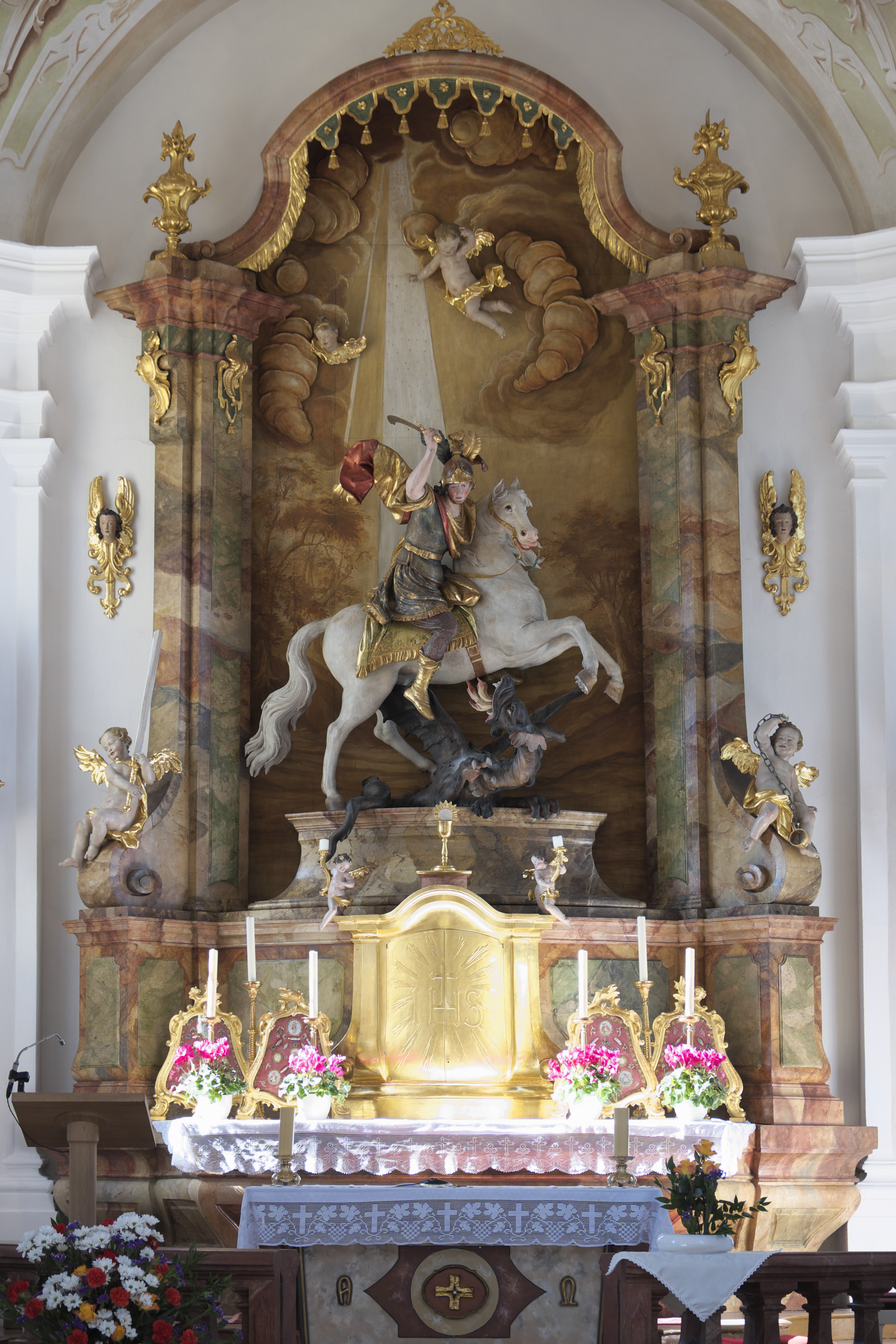
Hochaltar

- Der Hochaltar wurde 1753 von Johann Baptist Straub entworfen. Im Zentrum des Altars steht die vollplastische Skulptur des heiligen Georg im Kampf mit dem Drachen.
- Die Skulpturen an den Eckpilastern seitlich des Hochaltars, der heilige Stephanus und der heilige Wolfgang, werden um 1470/80 datiert.
- Die Seitenaltäre von 1709 erhielten im 19. Jahrhundert ihre Mittelfiguren Maria (links) und den heiligen Joseph (rechts), die in der Mayerschen Hofkunstanstalt in München geschaffen wurden. Die seitlichen Figuren des linken Altars stellen die heilige Agnes und die heilige Margareta, die Figuren des rechten Altars den heiligen Christophorus und die heilige Katharina dar.
- Auf dem Pestbild, einem Ölbild aus der Zeit um 1670/80, das aus der Werkstatt von Stephan Kessler, stammt, sind die Pestpatrone, der heilige Sebastian und der heilige Rochus dargestellt.
- Aus dem 17. Jahrhundert stammt auch das Pestkreuz. Es wird einem Weilheimer Bildhauer aus dem Umfeld von Georg Petel zugeschrieben.
- Der Kreuzweg ist 1772 entstanden; die Jahreszahl wurde auf einer Tafel bei der Innenrenovierung 2015/16 entdeckt.